# Ратуша Дельменхорста
Ратуша Дельменхорста (нем. Rathaus Delmenhorst) — административное здание, расположенное в центре нижнесаксонского города Дельменхорст; ансамбль — состоящий из водонапорной башни бывшей пожарной станции, собственно здания мэрии и крытого рынка, соединявшегося до 1955 года аркадой с остальным комплексом — был построен по проекту бременского архитектора Хайнца Штоффрегена в 1908—1914 годах. Является городским памятником архитектуры.

## История и описание
Индустриализация второй половины XIX века заметно сказалась на городе Дельменхорст: в связи со строительством в 1867 году железнодорожной линии Бремен-Ольденбург, город стал одним из крупнейших промышленных центров региона. Старая ратуша более не удовлетворяла потребностей городской администрации, размещавшейся в нескольких арендованных зданиях. Здания для будущей новой ратуши покупались городом постепенно в 1896—1901 годах. Архитектурный конкурс, с призовым фондом в 3500 марок, на лучший проект для новой мэрии и ансамбля зданий центральной площади продолжался до 15 декабря 1908 года: город получил 51 заявку, из которых в финальную часть прошли пятнадцать. В итоге городской совет поручил в январе 1909 года архитектору Хайнцу Штоффрегену детализировать свой проект, включавший водонапорную башню и являвшийся весьма необычным для своего времени.
Строительство водонапорной башни высотой в 42 метра началось весной 1909 года; башня была открыта 29 апреля 1910. За ней последовала пожарная станция с центральным отоплением и электрическим освещением. Строительство основного здания для администрации города началось только через четыре года после объявления результатов конкурса — в 1912 году; дизайн здания был откорректирован и дополнен. Штоффрегену также принадлежал и дизайн интерьеров: от кресел и диванов до вешалок, штор и мусорных корзин. Здание мэрии было достроено в 1914 году и 10 сентября городской совет впервые собрался в большом зале новой ратуши.